# Équipe de Corée du Sud de football
Cet article traite de l'équipe masculine. Pour l'équipe féminine, voir Équipe de Corée du Sud féminine de football.
Ne doit pas être confondu avec Équipe de Corée du Nord de football.
Maillots
L'équipe de Corée du Sud de football (대한민국 축구 국가대표팀) est la sélection de joueurs de football sud-coréens représentant le pays lors des compétitions régionales, continentales et internationales sous l'égide de la fédération de Corée du Sud de football.
Après une affiliation de la fédération à la FIFA en 1948, la sélection dispute la première rencontre de son histoire la même année face à Hong Kong. Elle compte à son palmarès deux victoires en Coupe d'Asie des nations en 1956 et 1960, ainsi que quatre finales perdues (en 1972, 1980, 1988 et 2015), et a participé à dix phases finales de Coupe du monde, avec pour meilleur résultat une place de demi-finaliste lors de l'édition 2002, coorganisée avec le Japon.
L'équipe des Guerriers Taeguk, comme elle est surnommée, dispute ses rencontres à domicile au Seoul World Cup Stadium, situé à Séoul.

## Histoire

### Création et premiers succès (1948-1960)
La fédération de Corée du Sud de football est créée en 1928. Elle ne devient membre de la FIFA que vingt ans plus tard, en 1948, année de la constitution des États de Corée du Nord et de Corée du Sud, issus de la division de la péninsule coréenne. Cette entrée dans le concert mondial permet à la sélection nationale de disputer son premier match, face à Hong Kong, qui joue également la première rencontre de son histoire. Les Sud-Coréens s'imposent largement 5-1 avant de partir pour Londres afin de disputer le tournoi de football lors des Jeux olympiques. La sélection, entraînée par Lee Young-min, surprend d'abord le Mexique, battu 5-3, avant de subir une très lourde défaite en quarts de finale, face aux Suédois, futurs médaillés d'or, sur le score de 12-0. Ce revers reste le plus lourd de toute l'histoire de l'équipe nationale. Chung Kook-chin auteur d'un doublé face aux Aztèques, termine meilleur buteur de la formation.
La sélection dispute ensuite trois tournées. La première a lieu en janvier 1949 et se déroule à Hong Kong, Saïgon et Macao. Elle voit les Sud-Coréens jouer six rencontres face à Hong Kong, le Sud-Vietnam, Taïwan et Macao. L'année suivante, elle joue deux rencontres à Hong Kong contre la sélection locale et Taïwan. Enfin en 1953, lors d'une série de dix matchs à Hong Kong et Singapour, elle affronte Hong Kong, Taiwan et pour la première fois la Chine puis Singapour et la Malaisie.
En mars 1954, les hommes de Lee Yoo-hyung prennent part pour la première fois aux éliminatoires de la Coupe du monde 1954, organisée trois mois plus tard en Suisse. À la suite du forfait de Taïwan, la place réservée à la zone Asie se joue en deux rencontres entre le Japon et la Corée du Sud, disputées au Meiji Stadium de Tokyo. La Corée du Sud se qualifie (victoire 5-1 puis match nul 2-2) et devient la deuxième nation d'Asie à participer à la Coupe du monde, après les Indes orientales néerlandaises en 1938.
Afin de préparer au mieux cette première compétition internationale, la sélection participe à la deuxième édition des Jeux asiatiques, organisés en mai 1954 à Manille aux Philippines et atteint la finale, battue par Taïwan. Elle part ensuite pour la Suisse où le tirage au sort la verse dans le groupe B où elle doit affronter la Turquie et l'un des favoris de la Coupe du monde, la Hongrie de Ferenc Puskás. Au Stade du Hardturm de Zurich, le baptême est douloureux pour l'équipe dirigée par Kim Yong-sik, étrillée sur le score-fleuve de neuf buts à zéro par les Hongrois. Ce score constitue le record absolu de toute l'histoire de la Coupe du monde. Le deuxième et dernier match des partenaires de Chung Kook-chin se termine sur une nouvelle lourde défaite contre la Turquie (0-7). Le bilan est terrible pour la sélection sud-coréenne avec aucun but marqué et seize encaissés, un autre record toujours inégalé en Coupe du monde.
En 1956, la sélection s'engage dans les éliminatoires de la toute première édition de la Coupe d'Asie des nations. Deux ans plus tôt, en mai 1954 à Manille, en marge des Jeux asiatiques, la fédération sud-coréenne est devenue l'un des douze membres fondateurs de la Confédération asiatique de football. L'une des premières décisions de la nouvelle institution continentale est la mise en place d'une compétition regroupant les meilleures sélections asiatiques tous les quatre ans et dont l'édition inaugurale est organisée en septembre 1956 à Hong Kong. Durant la campagne qualificative, les Sud-Coréens battent les Philippines avant de s'imposer contre Taïwan. La phase finale de la compétition regroupe quatre équipes au sein d'une poule unique. En plus d'Hong Kong, qualifié d'office en tant que hôte, la Corée du Sud affronte Israël et le Sud-Vietnam. Elle est d'abord accrochée 2-2 par le pays organisateur (après avoir compté deux buts de retard) avant de battre Israéliens et Sud-Vietnamiens, ce qui lui permet de terminer en tête du classement à l'issue de la compétition et d'inscrire son nom au palmarès de l'épreuve,. C'est le premier titre majeur des « Guerriers Taeguk », une nouvelle fois dirigés par Lee Yoo-hyung. La sélection ne peut par contre pas s'engager dans les éliminatoires pour la Coupe du monde 1958 organisée par la Suède. En effet, la Fédération internationale de football association refuse l'inscription de la fédération, tout comme celle de l'Éthiopie, pour une raison inconnue.
En 1960, la Corée du Sud accueille à Séoul la deuxième édition de la Coupe d'Asie des nations. Qualifiée d'office (à la fois comme tenante du titre et pays hôte), la sélection retrouve dans la poule finale Israël et le Sud-Vietnam, déjà présents en 1956 ainsi que Taïwan. Les hommes de Kim Yong-sik remportent les trois matchs qu'ils disputent au Hyochang Stadium et conservent leur titre de champion d'Asie. Cho Yoon-ok termine meilleur buteur de l'épreuve avec quatre buts inscrits.

### Un long passage à vide (1961-1985)
Peu de temps après ce deuxième succès en Coupe d'Asie, la Corée du Sud est engagée dans les éliminatoires de la Coupe du monde 1962 au Chili. Elle affronte la seule autre sélection asiatique engagée, le Japon en matchs aller et retour. Les « Guerriers Taeguk » battent les Nippons à deux reprises et sont opposés au vainqueur d'un des groupes de la zone Europe, la Yougoslavie, finaliste du tout premier Championnat d'Europe. Face aux partenaires de Milan Galić, les Sud-Coréens sont sèchement éliminés sur deux défaites, à Belgrade qu'à Séoul. Ils disputent ensuite les Jeux asiatiques à Jakarta en 1962 et en fin d'année 1963, les qualifications pour le tournoi olympique des Jeux olympiques de Tokyo démarrent. Les Sud-Coréens éliminent Taïwan, les Philippines (qui déclarent forfait) et enfin le Sud-Viêtnam et obtiennent leur billet pour la phase finale. Cette campagne est interrompue par la troisième édition de la Coupe d'Asie, disputée en Israël. Le groupe emmené par Chung Kook-chin connaît pour la première fois la défaite dans la compétition, s'inclinant face à l'Inde et Israël, qui est sacré après avoir gagné ses trois matchs. Lors des Jeux olympiques, la sélection est défaite lors des trois rencontres qu'elle dispute, face à la Tchécoslovaquie, au Brésil et à la République arabe unie qui lui inflige un sévère 0-10 lors de la dernière rencontre de poule.
En 1965, la fédération, comme une très grande partie des autres fédérations d'Asie, décide de boycotter les éliminatoires de la Coupe du monde. La sélection doit attendre juillet 1967 pour disputer les qualifications pour la Coupe d'Asie, organisée en Iran. Après trois éditions terminées sur le podium, la Corée du Sud est absente pour la première fois de la compétition continentale : ils ne terminent que 3e de leur poule des éliminatoires, derrière Taïwan et le Japon. Après une qualification pour le tournoi olympique de Mexico manquée de très peu,, les Sud-Coréens entament une nouvelle campagne de matchs pour tenter de participer à la Coupe du monde 1970. Versé dans le groupe 1 de la zone Asie-Océanie, les hommes de Chung Kook-chin sont devancés par l'Australie, qui s'impose notamment à Séoul. L'année 1969 se termine par une victoire lors de la King's Cup, un tournoi amical organisé par la Thaïlande à Bangkok.
Dans un contexte où l'accès aux phases finales de Coupe du monde est très sélectif pour les sélections asiatiques, la Corée du Sud ne parvient pas à se qualifier aux éditions de 1974, après une défaite lors du barrage décisif face à l'Australie en trois matchs, 1978, où seul l'Iran la devance ni de 1982 où elle est devancée par le Koweït.
Sur la scène continentale, les résultats de la sélection sont irréguliers : elle atteint la finale de la Coupe d'Asie 1972 à Bangkok mais s'y incline face à l’Iran, tenante du titre, deux buts à un après prolongation. Quatre ans plus tard, elle ne se qualifie pas à la phase finale, comme en 1968. En 1980, les Coréens atteignent de nouveau la finale, en écartant au passage la Corée du Nord en demi-finale, mais s'inclinent contre le pays organisateur, le Koweït, sur le score de trois buts à zéro. Choi Soon-ho termine co-meilleur buteur du tournoi. Enfin en 1984, elle ne remporte aucun des quatre matchs du premier tour et termine dernière de son groupe.

### L'habitué des Coupes du monde (1986-2000)
Le « Pays du Matin calme » met en place en 1983 un championnat national professionnel, le premier en Asie. Deux ans plus tard, sa sélection fait son retour au plus haut niveau international en se qualifiant pour la Coupe du monde 1986 au Mexique, 32 ans après sa première apparition. Alors que l'Asie bénéficie pour la première fois de deux places pour le tournoi, les Sud-Coréens écartent lors du barrage décisif les Japonais. Après une défaite logique contre l’Argentine de Diego Maradona, futur vainqueur (1-3, but de Park Chang-sun, premier buteur sud-coréen en Coupe du monde), les coéquipiers de Cha Bum-kun obtiennent le point du match nul contre la Bulgarie (1-1), sous des déluges d'eau. L'égalisation de Kim Jong-boo offre à la Corée du Sud son premier point en Coupe du monde. Pour leur dernier match, ils s’inclinent contre l'Italie, tenante du titre, en offrant une résistance saluée. Tenus à égalité à une demi-heure de la fin, les Italiens l'emportent finalement trois buts à deux (buts coréens de Choi Soon-ho et de Huh Jung-moo).
De nouveau qualifiée pour la Coupe du monde de 1990 au bout d'un duel épique avec la Corée du Nord, l’équipe de Corée du Sud repart cette fois avec trois défaites contre la Belgique (0-2), l’Espagne (1-3, triplé de Míchel) et l’Uruguay (0-1, but de Daniel Fonseca dans les arrêts de jeu). Son tournoi n'est éclairé que par le superbe but sur coup franc de Hwangbo Kwan contre les Espagnols.
En octobre 1993, les Sud-Coréens s'assurent encore l'une des deux places qualifications pour la prochaine Coupe du monde en devançant les Japonais à la différence de buts. À la Coupe du monde aux États-Unis, ils débutent par une grande performance en accrochant l’Espagne, rapidement réduite à dix. Menés 2-0, ils égalisent en fin de match par Hong Myung-bo et Seo Jung-won,. Après un 2e match nul contre la Bolivie (0-0), ils ont la possibilité de se qualifier pour les 8es de finale mais sont battus lors du match décisif par l’Allemagne, tenante du titre. Menés 3-0 après une demi-heure, ils inscrivent deux buts par Hwang Sun-hong et Hong Myung-bo après la pause, en vain. Avec deux points, la Corée du Sud réalise là son meilleur parcours dans la compétition.
Pour la Coupe du monde 1998 en France, l'Asie dispose de trois places et demi pour le tournoi final. Sous la direction de son ancienne vedette Cha Bum-kun, la Corée du Sud, qui bénéficie des bons résultats de sa sélection olympique aux Jeux olympiques d'Atlanta, se qualifie aisément avec neuf victoires et deux nuls en douze matchs. Toutefois, le joueur emblématique de la sélection Hwang Sun-hong se blesse quelques jours avant la compétition et ne peut pas faire le voyage en France. Lors de son premier match contre le Mexique, Ha Seok-ju ouvre le score sur coup franc mais se fait expulser à la demi-heure de jeu. Les Sud-Coréens tentent à tout prix de conserver leur avantage mais s'inclinent finalement (1-3). Écrasés ensuite par les Pays-Bas (0-5), ils sauvent la face en obtenant le point du match nul contre la Belgique (1-1). Ce résultat élimine également les Belges de la compétition. Après cinq participations, la Corée du Sud attend cependant toujours sa première victoire en Coupe du monde.
Malgré ses qualifications successives en Coupe du monde, témoignant du bon niveau de la sélection sud-coréenne, celle-ci ne parvient pas à s'offrir les mêmes succès lors des compétitions continentales. En Coupe d’Asie des nations 1988, la Corée atteint de nouveau la finale mais la perd aux tirs au but contre l’Arabie saoudite (0-0 tab 3-4). Éliminé dès les qualifications en 1992 par la Thaïlande, elle est écrasée quatre ans plus tard en quart de finale par l'Iran (2-6). En Coupe d’Asie 2000, elle est battue en demi-finale par l'Arabie saoudite et se contente de la troisième place, malgré l'efficacité de Lee Dong-gook, meilleur buteur de la compétition.

### L'épopée de la Coupe du monde 2002 à domicile (2000-2002)
En novembre 2000, au lendemain de la Coupe d'Asie, le sélectionneur Huh Jung-Moo est remplacé par le Néerlandais Guus Hiddink, demi-finaliste de la Coupe du monde 1998 avec les Pays-Bas. Il a pour mission de conduire la sélection au second tour de la Coupe du monde 2002, dont l'organisation a été confiée en 1996 à la Corée du Sud et au Japon.
En préparation, la sélection participe à la Coupe des confédérations 2001, où une sévère défaite contre la France (0-5) la prive des demi-finales malgré deux victoires sur le Mexique (2-1) et l'Australie (1-0). Elle participe ensuite à la Gold Cup 2002 en tant qu'invité. Au bout d'un parcours moyen, où elle est battue par les États-Unis, le Costa Rica puis le Canada, elle prend la quatrième place du tournoi. Pendant cette période, Hiddink et sa compagne sont souvent la cible des médias, qui lui reprochent de ne pas assurer sa charge avec suffisamment de sérieux.
La montée en puissance de la sélection avant le mondial approchant rassure les supporteurs, notamment après un match nul face à l'Angleterre et une courte défaite face à la France (2-3), grand favori de l'épreuve. Pour son entrée en lice, la Corée du Sud affronte la Pologne, considérée comme son principal concurrent pour une qualification. Pratiquant un football spectaculaire, vif et technique, elle l'emporte logiquement (2-0, buts de Hwang Sun-hong et de Yoo Sang-chul). Après un match nul animé contre les États-Unis (1-1, but d’Ahn Jung-hwan), elle affronte lors d'un duel décisif le Portugal, qui doit l'emporter pour se qualifier. Bousculés, les Portugais sont réduits à neuf à la suite de deux expulsions, et s'inclinent finalement sur un but de Park Ji-sung.
En huitième de finale, la Corée du Sud affronte l'Italie, dont la défense est remaniée. Après avoir obtenu un pénalty arrêté par l'Italien Buffon, les Coréens concèdent logiquement l'ouverture du score, sur une tête de Vieri. À la 88e minute, la Corée du Sud égalise finalement grâce à Seol Ki-hyeon. En prolongation, Totti est expulsé et Ahn Jung-hwan inscrit finalement le but en or qui envoie la Corée du Sud en quart de finale. Le lendemain, le joueur Ahn Jung-hwan est licencié par son club de Pérouse, en Italie, sous le motif que le propriétaire du club refuse de « payer le salaire d'un joueur qui a ruiné le football italien ».
En quart de finale, la Corée du Sud retrouve l'Espagne. Au bout d'un match nul et vierge, au cours duquel deux hors-jeu ont été sifflés contre les Espagnols alors qu'ils étaient à chaque fois en position de marquer, les Coréens emportent la décision aux tirs au but (5 à 3). L'arbitrage, jugé particulièrement favorable par les observateurs lors de ces deux matchs, suscite la polémique,,.
La Corée du Sud ne s'incline finalement qu'en demi-finale, face à l'Allemagne (0-1). Lors du match pour la troisième place, elle est battue par l'autre sélection surprise, la Turquie, malgré les buts de Lee Eul-yong et de Song Chong-gug (2-3). La Turquie ouvre la marque après onze secondes de jeu, un record en Coupe du monde. Le parcours sud-coréen est la meilleure performance en Coupe du monde d'une sélection ne venant ni d'Europe ni d'Amérique. Bien qu'il ne prolonge pas son contrat, Hiddink devient un héros national, au point que le Stade de la Coupe du monde de Gwangju, où a eu lieu le quart de finale contre l'Espagne, est rebaptisé en son honneur.
Stupéfait par les performances de la Corée du Sud lors du match de préparation contre la France et pendant la compétition, le défenseur français Frank Lebœuf déclarera 14 ans plus tard que les Coréens étaient "chargés comme des mulets", autrement dit dopés. Cependant, ces soupçons ne seront jamais prouvés,.

### Participation continue et importante sur la scène internationale (2002-2011)
Pour son retour à la compétition, la Corée du Sud remporte la première édition de la Coupe d'Asie de l'Est (qui prend la suite de la Dynasty Cup, lancée en 1990), puis est éliminée en quart de finale de la Coupe d’Asie 2004, par l’Iran encore, à l'issue d'un match spectaculaire (3-4). Le 29 septembre 2003, lors des éliminatoires du tournoi, elle enregistre contre le Népal la plus large victoire de son histoire (16-0). En 2005, le pays accueille la 2e édition de la Coupe d'Asie de l'Est, mais la sélection déçoit face à ses voisins avec deux matchs nuls et une défaite.
Dirigée par le Néerlandais Dick Advocaat, la Corée du Sud participe en 2006 à sa sixième Coupe du monde d'affilée. Comme en 2002 elle est privée en Allemagne de Lee Dong-gook, meilleur buteur sud-coréen en activité, blessé quelques mois avant le début de la compétition. Le tournoi débute cependant par une victoire de bon augure sur le Togo (2-1, buts de Lee Chun-soo et d’Ahn Jung-hwan), le premier succès sud-coréen lors d'une compétition officielle en Europe, suivi d'un bon match nul contre la France (1-1), futur finaliste de la compétition. Park Ji-sung répond en fin de match à l'ouverture du score de Thierry Henry. Le 3e match contre la Suisse est décisif, mais une défaite (0-2) vient mettre fin au parcours des Red Devils.

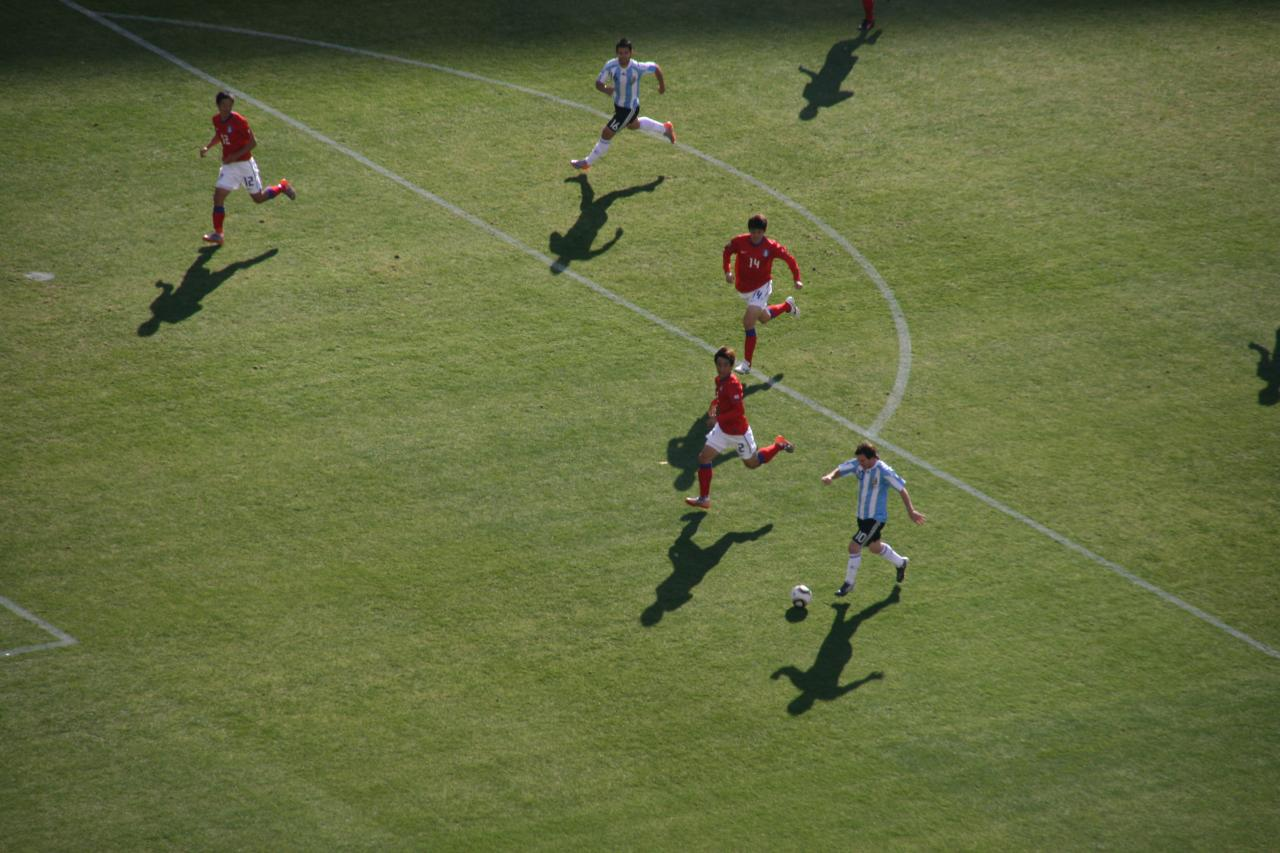
Face à l'Argentine en 2010.

La Corée du Sud attaque la Coupe d'Asie 2007 avec une sélection rajeunie, en l'absence des joueurs cadres tels que Park Ji-sung, Lee Young-pyo, Seol Ki-hyeon et Kim Nam-il. Sortie difficilement du premier tour, la formation du Néerlandais Pim Verbeek s'avère difficile à manœuvrer mais peu réaliste ; elle aligne trois matchs nuls et vierges qui la mènent à la 3e place du tournoi. Elle écarte ainsi l'Iran (tab 4-2), est éliminée par l'Irak (tab 3-4) et bat en petite finale le Japon, malgré l'expulsion du défenseur Kang Min-soo à l'heure de jeu (tab 6-5).

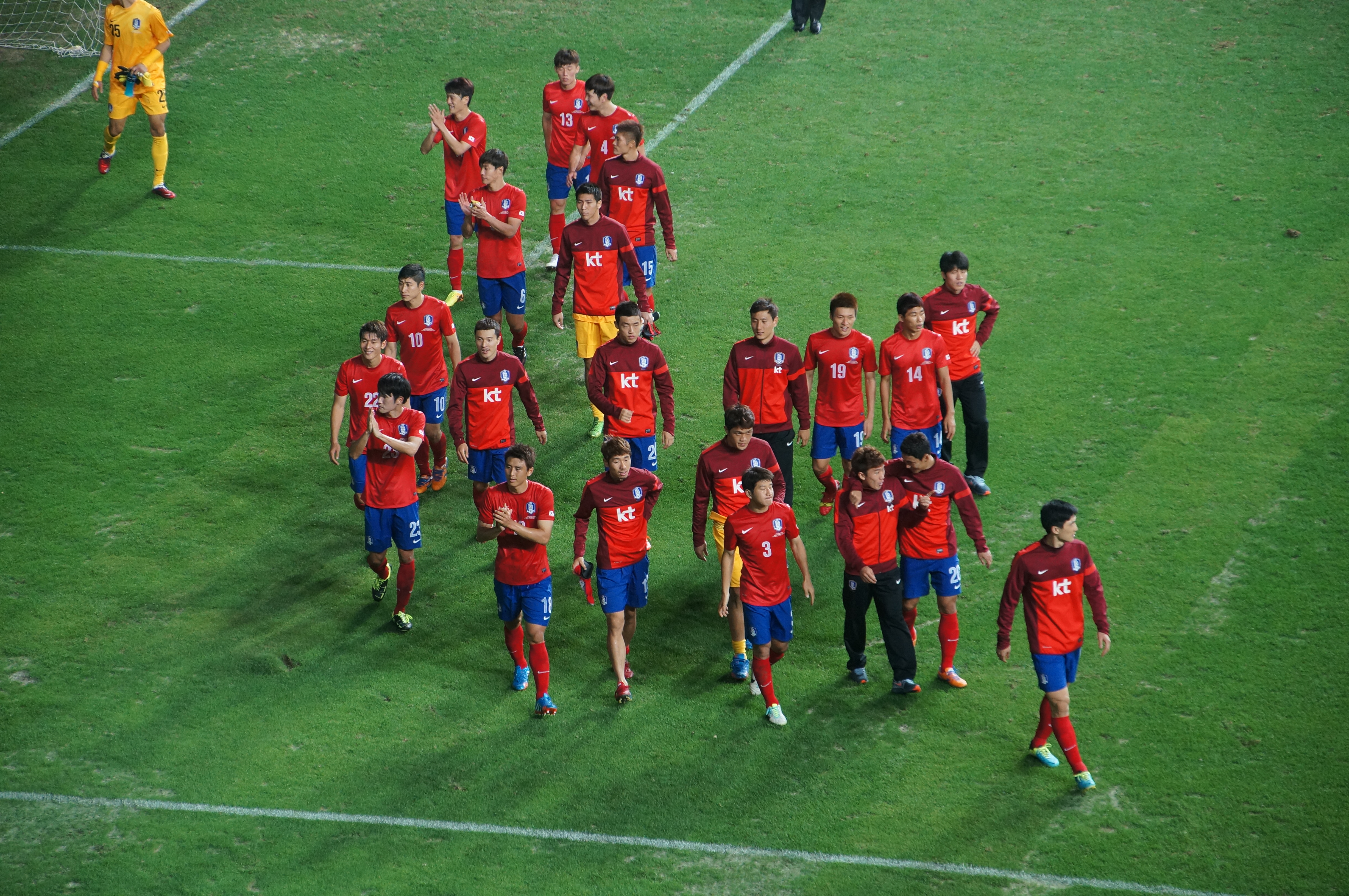
La sélection en 2013.

Verbeek est remplacé par l'ancien international Huh Jung-moo. Les Sud-Coréens remportent une 2e fois la Coupe d'Asie de l'Est en 2008 et se qualifient pour le Mondial 2010, où ils sont versés dans un groupe relevé avec l'Argentine, le Nigeria et la Grèce. En Afrique du Sud, ils débutent par une victoire sans conteste sur les champions d'Europe 2004 (2-0, buts de Lee Jung-soo et du capitaine Park Ji-sung) puis s'inclinent face aux Argentins, dont le buteur Higuaín inscrit un triplé (1-4, but de Lee Chung-yong). Un match nul face au Nigeria (2-2, buts de Lee Jung-soo et Park Chu-young) suffit à leur qualification pour le 2d tour, une première pour une Coupe du monde à l'étranger. En huitième de finale, la Corée du Sud est éliminée par l'Uruguay, qui va s'affirmer comme l'équipe surprise du tournoi. Au bout d'un match équilibré, Luis Suárez force la décision d'un doublé (1-2).
Cho Kwang-rae dirige la sélection pour la Coupe d'Asie 2011. Vainqueur de l'Iran en prolongation en quart de finale (1-0 a. p.), la Corée du Sud est sortie au tour suivant par le Japon aux tirs au but (2-2, tab 0-3). Elle assure la 3e place face à l'Ouzbékistan (3-2).

### Présence entre difficultés et inconstance (2011-2014)
Après la Coupe, le meneur sud-coréen, Park Ji-sung, prend sa retraite internationale et l'équipe ne trouve pas de remplaçant prenant le relais. Les prestations sud-coréennes deviennent extrêmement instables, mêlant victoires avec la manière et défaites cuisantes, ainsi que souffrance et domination au sein d'un même match. Un des principaux joueurs du succès de 2010, Park Chu-young, commence une période d'inefficacité. La Corée du Sud conserve la possession du ballon mais s'avère très mauvaise dans la finition, concrétisant très peu d'occasions. Autre défaut majeur, la défense ne se montre plus aussi sûre qu'autrefois et les énormes erreurs entraînant des buts complètement évitables se multiplient. Le match Corée du Sud - Algérie de la Coupe du monde 2014 va porter à son paroxysme tous les défauts observés durant cette période dont la Corée ne semble toujours pas être sortie.
En se qualifiant en 2013 pour la Coupe du monde au Brésil, après un duel âpre avec l'Iran, la Corée du Sud s'apprête à disputer sa 8e Coupe du monde de rang, une performance que seuls le Brésil, l'Allemagne, l'Italie, l'Argentine et l'Espagne ont déjà réalisé.
Hong Myung-bo, qui a mené l’équipe olympique sud-coréenne à la médaille de bronze lors des Jeux de Londres en 2012, est nommé à la tête de la sélection. En parallèle, à cause de nombreuses défaites en matchs amicaux contre le Japon (2-1), le Brésil (2-0), la Croatie (4-0 puis 2-1), la Russie (2-1), le Mexique (4-0) et les États-Unis (2-0), la Corée du Sud chute à la 60e place du classement FIFA ce qui en fait l'une des équipes les plus mal classées de la compétition. Le 6 décembre, elle est versée dans un groupe H contrasté, comprenant deux sélections européennes ayant dominé leur groupe qualificatif face à des adversaires relevés, la Belgique, principal favori, et la Russie de Fabio Capello, ainsi que le petit poucet algérien dont les performances en compétitions internationales sont modestes depuis plusieurs années.
Ils débutent la compétition par un match nul inquiétant contre la Russie, avec un but inscrit sur une erreur du gardien russe (1-1). Le deuxième match est une défaite catastrophique contre l'Algérie où tout suspens est tué dès la première mi-temps avec trois buts encaissés et aucun tir cadré. La première mi-temps affiche les grosses lacunes défensives d'une Corée du Sud entièrement démunie, sa friabilité psychologique et ses déchets techniques en attaque. Elle réagit en deuxième mi-temps en développant un jeu bien plus offensif, vif et technique mais, manquant de réalisme, elle ne peut que réduire l'écart (4-2). Les chances de qualification sont alors très compromises et une qualification relève désormais du miracle. Pour se qualifier elle doit battre la Belgique par au moins deux buts d'écart et espérer une victoire de la Russie contre l'Algérie. Malgré l'ouverture rapide du score russe dans l'autre match et une domination sud-coréenne qui laisse entrevoir des espoirs, les Guerriers Taeguks s'inclinent face aux Belges sur un but en fin de rencontre, payant notamment un manque de finition patent (1-0). Ils terminent derniers du groupe avec un point et sont éliminés de la compétition. Alors qu'en 2010, la Corée du Sud avait su profiter de l'homogénéité de son groupe pour s'extraire en huitième de finale, elle n'est pas parvenue à recommencer, réalisant sa pire prestation depuis 16 ans. En effet, c'est la première fois depuis 1998 que la Corée du Sud quitte la Coupe du monde sans avoir remporté une seule victoire.
À l'issue de la Coupe du monde, Hong Myung-bo croule sous les critiques et, de retour au pays, les Guerriers Taeguks sont accueillis par des supporters qui leur lance du caramel ce qui est une insulte extrême localement. Les médias sud-coréens reprochent à l'entraîneur une absence complète de stratégie et des choix de sélections douteux tels que celui de l'ancien monégasque Park Chu-young en méforme. Initialement, la fédération sud-coréenne prolonge le contrat de Hong Myung-bo jusqu'à la Coupe d'Asie des nations de 2015 en Australie, mais celui-ci choisit de démissionner.

### Renaissance du football coréen en Coupe d'Asie 2015 (2014-2015)
Dans l'espoir d'un avenir meilleur, Lee Yong-soo, directeur lorsque les Sud-Coréens avaient atteint les demi-finales de la Coupe du monde 2002, se voit reconduit dans ce poste. La fédération sud-coréenne a toutes les peines du monde à trouver un sélectionneur. Des tentatives de négociations échouent avec Bert van Marwijk et la Corée se retrouve obligée d'assurer l'intérim pour deux matchs amicaux. C'est Shin Tae-yong qui se voit confier cette mission. Le sélectionneur sera finalement trouvé la veille du premier match amical contre le Venezuela. Ancien entraîneur de la Suisse et de la Côte d'Ivoire, l'Allemand Uli Stielike se voit nommé dans un contrat prévu pour la fin du Mondial 2018 en Russie. Au mois de septembre, la Corée du Sud chute à la 63e place du classement FIFA ce qui constitue le pire classement de toute son histoire.
Pour son premier match sur le banc, Uli Stielike offre une victoire facile face au Paraguay (2-0) avant de perdre au cours d'un match plus décevant contre un Costa Rica (1-3) que les Coréens avaient battu à l'extérieur en début d'année. La variation victoire-défaite continue en novembre. Les Coréens vont s'imposer en Jordanie (1-0) avant de s'incliner en Iran juste après, en conclusion d'une année 2014 ratée (0-1). Pour la Coupe d'Asie 2015, le sélectionneur choisit de ne pas sélectionner Park Chu-young dont la méforme se prolonge et de refaire appel à Cha Du-ri, dernier vétéran de l'épopée de 2002, qui n'avait pas été sélectionné pour la Coupe du monde et qui joue sa dernière compétition internationale. Par rapport à l'effectif du Mondial, l'équipe appelée contient de nouveaux jeunes joueurs. La sélection surprenante est celle du très jeune Lee Jeong-hyeop en plein service militaire.
La Corée du Sud se déplace en Australie début 2015 où elle joue un dernier match de préparation avant le début du tournoi contre l'Arabie saoudite qu'elle remporte sans grande difficulté (2-0). Pour sa première apparition, Lee Jeong-hyeop ouvre son compteur de buts. Les Guerriers Taeguks débutent la compétition par une courte victoire sur Oman avec un but de Cho Young-cheol en première mi-temps (1-0). Le sort commence alors à s'acharner sur la Corée du Sud. Un virus se propage dans l'effectif et rend jusqu'à la dizaine de joueurs malades ce qui oblige le sélectionneur Uli Stielike à improviser des compositions inédites et de dernière minute avant chaque match jusqu'à la fin de la compétition. Le secteur offensif est particulièrement touché et les Sud-Coréens se retrouvent notamment privés des stars Koo Ja-cheol et Son Heung-min. Le deuxième match face au Koweït est remporté sur le même court score que le premier par l'intermédiaire de Nam Tae-hee (1-0). Lee Chung-yong, élément offensif important, est gravement blessé durant la partie et obligé de déclarer forfait pour le reste de la compétition. Sans briller mais en sachant rester solide, la Corée du Sud est déjà qualifiée pour les quarts de finale, mais ne part pas favorite de la troisième rencontre contre le pays hôte, grand favori du tournoi, l'Australie. Pourtant, le Pays du Matin calme s'impose de nouveau sur le même score en affichant une belle solidité défensive et du réalisme (1-0). Lee Jeong-hyeop inscrit le seul but du match et Kim Jin-hyeon se montre à la hauteur dans les cages, mais Koo Ja-cheol se blesse et doit également déclarer forfait pour le reste du tournoi.
En quart de finale, malgré sa première place, la Corée du Sud tombe sur l'équipe à éviter du groupe B, l'Ouzbékistan. Face à une sélection de bon niveau, elle remporte difficilement mais brillamment la victoire (2-0). Dans un match ouvert et plaisant, les deux gardiens s'illustrent le mieux, principalement Ignatiy Nesterov du côté ouzbek qui arrête toutes les actions coréennes jusqu'à la fin du temps réglementaire. En prolongations, Son Heung-min inscrit un doublé, propulsant la Corée du Sud en demi-finale pour la dixième fois, un record sur le continent. C'est la première fois depuis 1998 que la Corée du Sud ne rencontre pas l'Iran en quart de finale (ou au dernier match de la phase de poule avant l'instauration des quarts). En effet, à la surprise générale, celle-ci a été éliminée dès les quarts de finale par l'Irak que les Guerriers Taeguks vont devoir affronter pour une revanche de la demi-finale de 2007. Les Sud-Coréens disposent ce coup-ci assez aisément d'une sélection irakienne sans doute épuisée ou trop limitée par des buts de Lee Jeong-hyeop et Kim Young-gwon (2-0). En finale pour la première fois depuis 28 ans, les Coréens retrouvent les Socceroos australiens pour la revanche du match du premier tour. Si les Guerriers Taeguks dominent le début de match et se procurent deux grosses occasions de but par Son Heung-min bien épaulé par Kim Jin-su et Cha Du-ri, mais l'Australie ouvre le score contre le cours du jeu, juste à la fin de la première mi-temps. La Corée du Sud encaisse son premier but depuis sept matchs après 630 minutes d'invincibilité. En deuxième mi-temps, les Coréens réagissent mais butent sur la défense adverse jusqu'au but égalisateur de Son Heung-min en toute fin de match après une passe courte du meneur de jeu Ki Sung-yueng. En prolongations, l'Australie domine les débats et inscrit le but de la défaite coréenne juste avant la pause (1-2).
La Corée du Sud rate donc d'un cheveu son premier sacre depuis 55 ans ainsi qu'une première qualification en tant que championne continentale à la Coupe des confédérations en Russie (les Sud-Coréens avaient coorganisé celle de 2001 en compagnie du Japon). Malgré la défaite en finale, les joueurs sont accueillis en héros à leur retour au pays avec des lancers de fleurs. En pleine crise depuis trois ans, l'équipe nationale voit sa popularité, au plus bas au retour du Mondial, entièrement restaurée. Uli Stielike croule sous les éloges pour son coaching d'un effectif affaibli. Plusieurs joueurs nouvellement sélectionnés sont glorifiés pour leurs premières performances, notamment Kim Jin-su, Kim Jin-hyeon et Lee Jeong-hyeop qui ont réalisé une excellente compétition. Son Heung-min reçoit lui aussi de nombreuses félicitations tandis que le vétéran Cha Du-ri met fin à sa carrière après une Coupe d'Asie de haute facture.
La Corée du Sud est versée pour le deuxième tour des éliminatoires du Mondial 2018 en zone Asie dans le groupe du Koweït et du Liban, qu'elle avait déjà rencontré pour 2014, ainsi que de la Birmanie et du Laos. Elle apparaît logiquement comme la favorite du groupe et en prend la tête dès le premier match remporté en Birmanie.
En amical, les Coréens se montrent solides et intègrent plusieurs jeunes à l'effectif. Au cours des victoires contre la Nouvelle-Zélande (1-0) et les Émirats arabes unis (3-0), plusieurs jeunes connaissent leur première sélection, notamment Lee Jae-sung qui ouvre son compteur.
En août 2015, la Corée du Sud remporte la Coupe d'Asie de l'Est 2015 avec une équipe composée uniquement de joueurs de K-League, J-League et Chinese Super League. Les Guerriers Taeguk commencent par remporter une victoire nette et convaincante contre la Chine qui avait brillé à la Coupe d'Asie et qui évolue à domicile (2-0) grâce à un secteur défensif solide et un secteur offensif bien automatisé. Kim Seung-dae et Lee Jong-ho inscrivent leur premier but à cette occasion. Favorite contre un Japon en crise, la Corée du Sud concède le nul après avoir ouvert le score (1-1) dans un match où huit joueurs titulaires contre la Chine restent sur le banc. Contre la Corée du Nord, les Sud-Coréens manquent d'énormes occasions de but, en partie du fait d'un Ri Myong-guk des grands soirs dans le camp adverse, et le score reste vierge (0-0) ce qui n'empêche pas à la Corée du Sud d'obtenir son troisième sacre dans cette compétition.

### L'irrégularité coréenne (2016-2022)
Alors que le deuxième tour préliminaire pour le mondial 2018 en Russie est parfaitement maîtrisé (8 matchs, 8 victoires, seule équipe asiatique dans ce cas de figure), le troisième tour débutant à l'automne 2016 est très laborieux. Les piliers expatriés sud-coréens d'Europe comme Son Heung-min, Ki Sung-yueng, Kim Jin-su, Park Joo-ho et Lee Chung-yong connaissent presque tous des difficultés. De plus, très solides à la Coupe d'Asie, le défenseur Kim Young-gwon se blesse. Les effets se traduisent dans les résultats : une défaite cinglante contre l'Espagne en amical (1-6), où les Guerriers Taeguk encaissent leur premier but depuis un an, des victoires arrachées à domicile contre la Chine (3-2), le Qatar (3-2), l'Ouzbékistan (2-1) et la Syrie (1-0), des défaites comme contre l'Iran (1-0), première défaite en match officiel depuis le Mondial 2014, et d'autres, historiques contre la Chine (0-1) et le Qatar (2-3). Uli Stielike, dont les déclarations maladroites après la défaite contre l'Iran font polémique, est remercié en juin 2017 au lendemain de la défaite face aux Qataris. Il est remplacé par Shin Tae-yong qui qualifie, à l'aide de deux matchs nuls, la Corée du Sud pour la Coupe du monde 2018.
En décembre 2017, la Corée du Sud remporte la Coupe d'Asie de l'Est 2017, organisée au Japon. Avec son 3-4-3 caractéristique pendant le troisième tour préliminaire, elle concède le nul à la Chine (2-2) et bat très difficilement la Corée du Nord (1-0) alors que le Japon a fait un carton plein. Lors du dernier match décisif face aux Nippons, le sélectionneur Shin Tae-yong aligne un 4-4-2 qui a récemment fait ses preuves contre la Colombie en amical un mois plus tôt (2-1). Malgré un penalty très rapidement concédé par Jang Hyun-soo, les Sud-Coréens atomisent les Japonais de Vahid Halilodzic à Tokyo (4-1) et leur arrachent le titre.
Qualifiée pour sa 9e Coupe du monde consécutive, la Corée du Sud entame le tournoi par une défaite face à la Suède (0-1), consécutive à un penalty de Andreas Granqvist validé par l'arbitrage-vidéo. La Corée est également défaite lors du deuxième match face au Mexique (1-2) devant le président Moon Jae-in qui s'était rendu en Russie, après un nouveau penalty concédé. Toutefois, un beau but de Son Heung-min permet à la Corée de maintenir des chances de qualification à condition que les Sud-Coréens battent les champions du monde allemands par deux buts d'écart ou plus et que le Mexique batte la Suède. Contre toute attente, la Corée du Sud remplit sa part de contrat en battant l'Allemagne par des buts de Kim Young-gwon, après validation vidéo de l'arbitre, et Son Heung-min (2-0). Néanmoins, le Mexique perd lourdement contre la Suède (0-3) ce qui ne permet pas aux Coréens de se qualifier pour le tour suivant. À l'issue du Mondial russe, la Corée du Sud pourra néanmoins nourrir des regrets, notamment son manque de réalisme face au but lors des deux premiers matchs contre la Suède et le Mexique lors desquels les Guerriers Taeguk, défaits à chaque fois d'une courte tête et ayant concédé deux penaltys, ont fait preuve d'une grande maladresse dans le dernier geste et raté de nombreuses occasions de but, qui auraient pu leur permettre d'arracher au moins un match nul voire une victoire sur l'une des deux recontres, ce qui aurait mathématiquement suffi au pays du Matin calme pour se hisser en huitièmes de finale, au détriment des Suédois ou alors des Mexicains.
Malgré l'élimination, la victoire contre l'Allemagne a restauré l'image de Guerriers Taeguk qui ont reçu des félicitations et remerciements partout à travers le Mexique. Le résultat sud-coréen face à l'ogre allemand ayant permis la qualification mexicaine pour le tour suivant, le scénario a fait naître une amitié soudaine entre les deux pays. Les Mexicains se sont massés devant l'ambassade de Corée du Sud à Mexico pour célébrer l'exploit coréen. Les supporters présents en Russie ont hissé en groupe les passants sud-coréens qu'ils ont croisés. Peu après, la compagnie aérienne Aeroméxico décide de baisser ses prix pour Séoul pour remercier la Corée du Sud.
Après avoir terminé la Coupe du monde 2018 sur une note positive, les Guerriers Taeguk réalisent plusieurs matchs amicaux post-Coupe du monde encourageants et peuvent aborder la Coupe d'Asie 2019 comme un des favoris à la victoire finale. Placée dans le groupe C, aux côtés de la Chine, du Kirghizistan et des Philippines ; la Corée du Sud réussit la même performance que lors des phases de poules de l'édition précédente, en remportant ses trois matchs sans encaisser de but. Néanmoins, les problèmes criants de finition des Sud-Coréens aperçus lors des deux premiers matchs de la Coupe du monde 2018 contre la Suède et le Mexique ont refait surface lors des phases de poules (puis lors de la phase à élimination directe contre les Bahreïnis et les Qataris). En effet, les hommes de Paulo Bento ont eu toutes les peines du monde à inscrire des buts contre les Philippins puis contre les Kirghizes, dont ce fut pour chacun des deux leur première participation à une phase finale de Coupe d'Asie, malgré une outrageuse domination du match (victoire 1-0 à chaque fois). Ces deux premières rencontres furent disputées sans leur attaquant vedette Son Heung-min, arrivé aux Émirats arabes unis à partir du troisième match contre la Chine (victoire 2-0). Leaders de leur groupe, les coéquipiers de Son Heung-min retrouvent Bahreïn, qualifié en huitième de finale en tant que meilleur troisième. Malgré une possession de balle à l'avantage des Guerriers Taeguk, ce sont néanmoins les Bahreïnïs qui se procurent le plus grand nombre de tirs cadrés. Alors que la Corée du Sud pense avoir réalisé le plus dur en ouvrant le score grâce à un but de Hwang Hee-chan à la 43e minute de jeu, la sélection du Golfe égalise en deuxième mi-temps grâce à Mohamed Al Romaihi (en) (1-1, 77e minute), contraignant les hommes de Paulo Bento à disputer les prolongations. Dans les arrêts de jeu de la première mi-temps des prolongations, Kim Jin-su inscrit un deuxième but (2-1), validant la qualification du pays du Matin calme pour les quarts de finale ; où ils retrouveront le Qatar, véritable équipe surprise ayant réussi un sans-faute depuis le début de la compétition avec quatre victoires en autant de matchs disputés et 11 buts inscrits contre aucun encaissé. Le quart de finale contre le prochain hôte du Mondial 2022 connaît une physionomie similaire au huitième remporté de justesse contre Bahreïn : les Sud-Coréens conservent le ballon la majeure partie du match, mais cette possession reste stérile et ce sont les Qataris qui se montrent les plus dangereux en obtenant davantage de tirs cadrés. Plus entreprenants, les Qataris sont récompensés par l'ouverture du score d'Abdulaziz Hatem à la 78e minute de jeu. Les Guerriers Taeguk, maladroits dans le dernier geste à l'instar de leurs précédentes sorties au Mondial russe puis au premier tour de la phase finale continentale, ne parviennent pas à égaliser et quittent la compétition au stade des quarts de finale pour la première fois depuis 2004 (défaite 0-1), laissant les Al-Annabi poursuivre leur route jusqu'au titre. Son Heung-min, attendu comme la star du tournoi en l'absence de joueurs tels que Shinji Kagawa,, n'a pas réussi à inscrire de but mais aura délivré une passe décisive à Kim Min-jae lors du deuxième but contre la Chine en phases de groupes.

### Un football proactif (2022)
Lors du 2e tour des éliminatoires de la Coupe du monde 2022, la Corée du Sud hérite du groupe H en compagnie du Liban, de la Corée du Nord, du Turkménistan et du Sri Lanka. Les coéquipiers de Son Heung-min démarrent leur campagne qualificative par deux succès, à l'extérieur face au Turkménistan (2-0) puis à domicile contre le Sri Lanka (8-0), avant de retrouver la Corée du Nord le 15 octobre 2019. Pour la première fois depuis un match amical en 1990 et pour la première fois dans un match comptant pour des éliminatoires, la rencontre entre les deux Corées se déroulera à Pyongyang, cependant le match n'est pas retransmis en direct et aucun supporter sud-coréen ou journaliste étranger n'est autorisé à venir assister à la rencontre. La rencontre se conclut sur un score vierge (0-0), laissant les deux équipes en tête de la poule H ex-aequo. Le 14 novembre 2019, la Corée du Sud réalise un nouveau match nul et vierge au Liban (0-0) et termine la phase aller avec 8 points pris sur 12 possibles et aucun but encaissé, avant de recevoir à trois reprises sur les quatre matchs restants. La Corée du Sud, qui a été désignée pour accueillir l'ensemble des rencontres restantes à disputer dans le groupe, remporte ses 3 dernières rencontres (5-0 contre le Turkménistan et le Sri Lanka, 2-1 contre le Liban après avoir été mené au score à la mi-temps) et termine en tête de sa poule avec 16 points pris sur 18 possibles et un seul but encaissé ; puisque l'AFC a annoncé le retrait de la Corée du Nord des éliminatoires le 16 mai 2021 (probablement en raison de craintes liées à la pandémie de Covid-19) et, conjointement avec la FIFA, a décidé que tous les résultats des matchs disputés par la Corée du Nord depuis le début du 2e tour de qualification ne sont plus comptabilisés pour le classement du groupe.
Lors du 3e tour des éliminatoires de la Coupe du monde 2022, la Corée du Sud décroche sans encombre son billet pour le Mondial qatari le 1er février 2022 à la suite d'une victoire sur la Syrie (2-0). Ce parcours a notamment été marqué par de belles performances des Guerriers Taeguk face à l'Iran (match nul 1-1 à l'extérieur en ayant ouvert le score, victoire 2-0 à domicile lors du match retour), alors que la Team Melli est habituellement leur principale bête noire et que les hommes de Paulo Bento n'avaient plus battu cet adversaire depuis les quarts de finale de la Coupe d'Asie 2011. Toutefois, la Corée du Sud échoue de peu à terminer en tête du groupe au profit de l'Iran, qui de son côté a réussi un sans-faute lors de ses rencontres contre les équipes du Moyen-Orient, là où les Guerriers Taeguk ont concédé un nul à domicile d'entrée contre l'Irak par manque de réalisme (0-0) et perdu lors de la dernière journée sur le terrain des Émirats arabes unis alors en course pour une place de barragiste (0-1).
Présente dans le chapeau 3 lors du tirage au sort des phases de groupes de la Coupe du monde 2022, la Corée du Sud hérite d'une poule très relevée, puisqu'elle est reversée dans le groupe H en compagnie du Portugal et de l'Uruguay, favoris du groupe tandis que le Ghana complète la poule. Avant le tournoi, Son Heung-min, le Soulier d'or de la Premier League et l'un des joueurs clés de la Corée du Sud, s'est blessé à l'orteil et n'était pas dans un état optimal. Lors de la Coupe du monde, la Corée du Sud a démarré par un match nul et vierge contre l'Uruguay, mais a connu une crise après avoir perdu 3-2 contre le Ghana, qui restait sur une Coupe d'Afrique des nations catastrophique, lors du deuxième match. La défense sud-coréenne ne parvenait pas à bloquer les trois uniques tirs cadrés du Ghana, alors que son attaquant Cho Gue-sung marquait deux buts de la tête. Bento était expulsé pour s'être disputé avec l'arbitre Anthony Taylor juste après la fin du match et devait assister dans les tribunes au dernier match de groupe de la Corée du Sud contre son pays d'origine, le Portugal. Cependant, la Corée du Sud battait le Portugal 2-1 grâce à des buts de Kim Young-gwon et Hwang Hee-chan, se qualifiant pour les huitièmes de finale en tant que deuxième du groupe. Malgré une défaite 4-1 contre le Brésil en huitième de finale, le défi de quatre ans avec Bento était enfin apprécié par les journalistes et donnait une bonne direction au football sud-coréen.

## Résultats

### Palmarès
Le tableau suivant résume le palmarès de la sélection sud-coréenne en compétitions officielles. Il se compose de huit titres, deux en Coupe d'Asie des nations et six en compétitions régionales (Coupe d'Asie de l'Est des nations, connue sous le nom de Dynasty Cup entre 1990 et 1998).
| Coupe d'Asie des nations | Tournois régionaux |
| --- | --- |
| - Coupe d'Asie des nations (15 participations) : - Vainqueur : 1956, 1960 - Finaliste : 1972, 1980, 1988, 2015 - 3e place : 1964, 2000, 2007, 2011 | - Coupe d'Asie de l'Est des nations (14 participations) : - Vainqueur : 1990, 2003, 2008, 2015, 2017, 2019. - Finaliste : 1992, 1995, 2010, 2022, 2025 - 3e place : 1998, 2013 |

### Parcours en compétitions
| Année | Position            |         | Année             | Position |                     | Année | Position |
| 1930  | Non inscrite        | 🇩🇪 1974 | Tour préliminaire | 2010     | Huitièmes de finale |       |          |
| 1934  | Non inscrite        | 1978    | Tour préliminaire | 2014     | 1er tour            |       |          |
| 1938  | Non inscrite        | 1982    | Tour préliminaire | 2018     | 1er tour            |       |          |
| 1950  | Non inscrite        | 1986    | 1er tour          | 2022     | Huitièmes de finale |       |          |
| 1954  | 1er tour            | 1990    | 1er tour          | 2026     | Qualifiée           |       |          |
| 1958  | Inscription refusée | 1994    | 1er tour          | 2030     | À venir             |       |          |
| 1962  | Tour préliminaire   | 1998    | 1er tour          | 2034     | À venir             |       |          |
| 1966  | Forfait             | 2002    | Demi-finale (4e)  |          |                     |       |          |
| 1970  | Tour préliminaire   | 2006    | 1er tour          |          |                     |       |          |

| Année | Position          |      | Année             | Position |                  | Année | Position |
| 1956  | Vainqueur         | 1984 | 1er tour          | 2011     | Demi-finale (3e) |       |          |
| 1960  | Vainqueur         | 1988 | Finaliste         | 2015     | Finaliste        |       |          |
| 1964  | 3e                | 1992 | Tour préliminaire | 2019     | Quart de finale  |       |          |
| 1968  | Tour préliminaire | 1996 | Quart de finale   | 2023     | Demi-finale      |       |          |
| 1972  | Finaliste         | 2000 | Demi-finale (3e)  | 2027     | Qualifiée        |       |          |
| 1976  | Tour préliminaire | 2004 | Quart de finale   |          |                  |       |          |
| 1980  | Finaliste         | 2007 | Demi-finale (3e)  |          |                  |       |          |

| Année | Position      |      | Année         | Position |               | Année | Position |
| 1992  | Non qualifiée | 2001 | 1er tour      | 2013     | Non qualifiée |       |          |
| 1995  | Non qualifiée | 2003 | Non qualifiée | 2017     | Non qualifiée |       |          |
| 1997  | Non qualifiée | 2005 | Non qualifiée |          |               |       |          |
| 1999  | Non qualifiée | 2009 | Non qualifiée |          |               |       |          |

| Année | Résultat          |      | Année             | Résultat           |                                       | Année | Résultat |
| 1948  | Quarts de finale  | 1964 | 1er tour          | 1980               | Non inscrite                          |       |          |
| 1952  | Non inscrite      | 1968 | Tour préliminaire | 1984               | Tour préliminaire                     |       |          |
| 1956  | Tour préliminaire | 1972 | Tour préliminaire | 1988               | 1er tour                              |       |          |
| 1960  | Tour préliminaire | 1976 | Tour préliminaire | 1992 - aujourd'hui | Voir Équipe de Corée du Sud olympique |       |          |

## Identité

### Surnoms

Symbole Taegeuk.

Les joueurs de la sélection sud-coréenne sont surnommés Red Devils ou bien encore les « guerriers Taegeuk »
.

### Couleurs
Les maillots de la sélection sud-coréenne reprend traditionnellement les couleurs bleue et rouge de son drapeau et du symbole Taegeuk.
| 1954 Dom. | 1954 Ext. | 1986 Dom. | 1986 Ext. | 1994 Dom. | 1994 Ext. | 1998 Dom. | 1998 Ext. |
| 2002 Dom. | 2002 Ext. | 2010 Dom. | 2010 Ext. |           |           |           |           |

## Personnalités

### Sélectionneurs
| Entraîneur     | Période   | M  |
| -------------- | --------- | -- |
| Huh Jung-moo   | 1995-2010 | 78 |
| Ham Heung-chul | 1972-1979 | 75 |
| Kim Jung-nam   | 1977-1988 | 62 |
| Paulo Bento    | 2018-2022 | 57 |
| Park Jong-hwan | 1983-2004 | 51 |
| Cha Bum-geun   | 1997-1998 | 42 |
| Guus Hiddink   | 2001-2002 | 39 |

L'équipe de Corée du Sud a connu de très nombreux techniciens au poste de sélectionneur national, certains même à plusieurs reprises, comme Park Jong-hwan, qui a effectué cinq passages sur le banc des Guerriers Taeguk.
C'est Huh Jung-moo qui détient le record du nombre de rencontres dirigées avec un total de 78 matchs, entre 1995 et 2010, lors de trois mandats distincts. Il détient également le record du plus long mandat, puisqu'il a été en poste entre juillet 2007 et juin 2010.
Le Russe Anatoli Bychovets est devenu en 1995 le premier étranger à être recruté par la fédération, même si son passage a été bref. Le second sera Guus Hiddink, six ans plus tard, avec en point d'orgue la demi-finale de la Coupe du monde 2002.
| - mai 1948 : Park Jung-hwi - juin 1948 : Lee Young-min - décembre 1948-avril 1950 : Park Jung-hwi (2) - avril 1952-février 1954 : Kim Hwa-jib - mars 1954 : Lee Yoo-hyung - juin 1954 : Kim Yong-sik - décembre 1955 : Park Jung-hwi (3) - août 1956 : Lee Yoo-hyung (2) - avril 1958 : Kim Keun-chan - juillet 1959 : Chung Kook-chin - mars 1960 : Kim Yong-sik (2) - octobre 1960 : Wui Hye-deok - mars 1961 : Lee Yoo-hyung (3) - octobre 1961 : Li Jong-kap - mars 1962 : Min Byung-dae - septembre 1964 : Chung Kook-chin (2) - août 1965 : Hong Keon-pyo - juin-décembre 1966 : Min Byung-dae (2) - juillet-novembre 1967 : Jang Kyung-hwan - août-décembre 1968 : Park Il-kap - janvier-octobre 1969 : Kim Yong-sik (3) - novembre-décembre 1969 : Kang Jun-young - février 1970-octobre 1971 : Han Hong-ki - novembre 1971 : Hong Deok-young - décembre 1971-juin 1972 : Park Byung-suk - juin-décembre 1972 : Ham Heung-chul - décembre 1972-novembre 1973 : Min Young-tae - janvier-novembre 1974 : Choi Yung-keun - novembre 1974-mai 1976 : Ham Heung-chul (2) - mai-décembre 1976 : Moon Jung-shik - janvier-décembre 1977 : Choi Jung-min - septembre-décembre 1977 : Kim Jung-nam - mars 1978-mars 1979 : Ham Heung-chul (3) - mars 1979-mai 1980 : Jang Kyung-hwan - mai 1980-juin 1982 : Kim Jung-nam (2) - juin 1982-janvier 1983 : Choi Eun-taek - janvier-août 1983 : Cho Yoon-ok - août 1983-juillet 1984 : Park Jong-hwan - juillet 1984-mars 1985 : Moon Jung-shik - mars 1985-novembre 1986 : Kim Jung-nam (3) - novembre 1986-juillet 1988 : Park Jong-hwan (2) - juillet-octobre 1988 : Kim Jung-nam (4) - octobre 1988-juillet 1990 : Lee Hoe-taik - juillet-août 1990 : Lee Cha-man - août-octobre 1990 : Park Jong-hwan (3) - mai-juillet 1991 : Ko Jae-wook - juillet 1992-juillet 1994 : Kim Ho - 1995 : Anatoli Bychovets - avril-juillet 1995 : Park Jong-hwan (4) - août 1995 : Huh Jung-moo - septembre 1995 : Jeong Byung-tak - octobre 1995 : Ko Jae-wook (2) - février 1996-janvier 1997 : Park Jong-hwan (5) - janvier 1997-juin 1998 : Cha Bum-geun - juin 1998 : Kim Pyoung-saek - octobre 1998-novembre 2000 : Huh Jung-moo (2) - janvier 2001-juin 2002 : Guus Hiddink - février 2003-avril 2004 : Humberto Coelho - avril-juin 2004 : Park Sung-wha - juin 2004-août 2005 : Jo Bonfrère - octobre 2005-juin 2006 : Dick Advocaat - juillet 2006-juillet 2007 : Pim Verbeek - juillet 2007-juin 2010 : Huh Jung-moo (3) - juillet 2010-décembre 2011 : Cho Kwang-rae - décembre 2011-juin 2013 : Choi Kang-hee - juin 2013-juillet 2014 : Hong Myung-bo - septembre 2014-juin 2017 : Uli Stielike - juil.2017-août 2018 : Shin Tae-yong - août 2018-décembre 2022 : Paulo Bento - février 2023-février 2024 : Jürgen Klinsmann - février-mai 2024 : Hwang Sun-hong (intérim) - depuis juillet 2024 : Hong Myung-bo (2) |

### Joueurs emblématiques

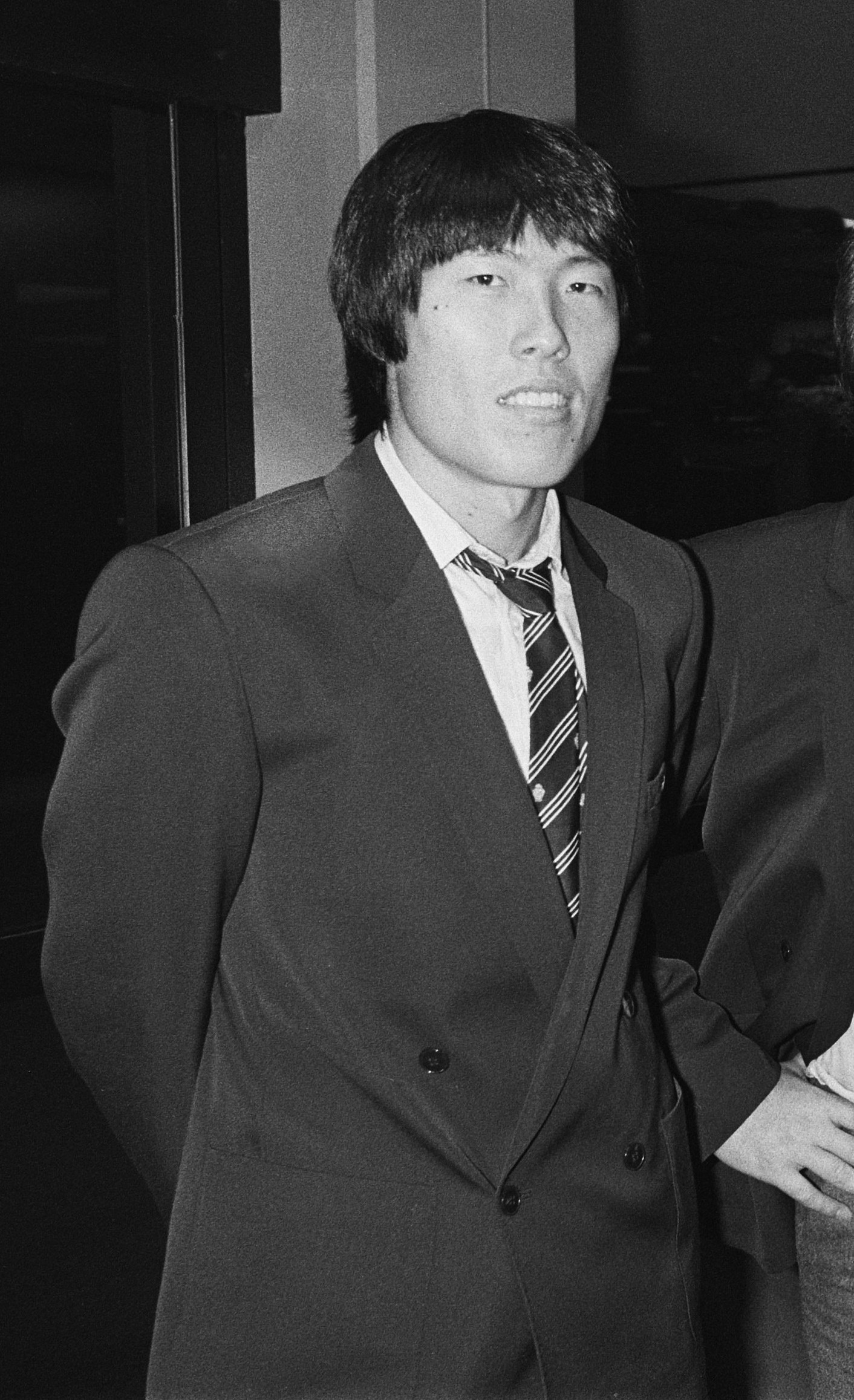
Cha Bum-geun en 1979.

Le site Internet de la FIFA identifie en 2014 comme des « stars du passé » trois joueurs : l'attaquant Cha Bum-geun (ou Cha Bum-kun), le défenseur Hong Myung-bo et le milieu de terrain Park Ji-sung.
Cha Bum-geun est élu meilleur joueur asiatique du XXe siècle par l'IFFHS en 2000 et meilleur joueur sud-coréen par le magazine coréen Best Eleven (en) en 2010. International sud-coréen de 1972 à 1986, il marque 55 buts en 121 sélections. C'est cependant une période creuse pour la sélection : il dispute une seule fois la finale de la Coupe d'Asie, en 1972, et une seule phase finale de Coupe du monde, en 1986. Parti faire carrière en Allemagne en 1978, il s'y impose et y évolue onze saisons, remportant au passage deux fois la Coupe UEFA. Devenu entraîneur, il dirige la sélection en 1997 et 1998, notamment lors de la Coupe du monde en France.
Hong Myung-bo, né en 1969, est le capitaine de la sélection qui termine quatrième de la Coupe du monde 2002, tournoi dont il remporte le « ballon de bronze ». Il met un terme à sa carrière internationale après la compétition, sa quatrième Coupe du monde après celles de 1990, 1994 et 1998, sur un record national de 136 sélections. En 2004 il est nommé par Pelé au sein de la liste FIFA 100, qui réunit les footballeurs célèbres ayant marqué leur génération Pelé.
Park Ji-sung, né en 1981 et sélectionné dès ses 19 ans, est la star sud-coréenne des années 2000. Il fait rapidement carrière en Europe, au PSV Eindhoven et à Manchester United notamment. Il met un terme à sa carrière avec la sélection en janvier 2011, après une défaite aux tirs au but en demi-finale de la Coupe d'Asie des nations. Il compte alors 103 sélections.
Par ailleurs, Kim Joo-sung marque l'histoire de la sélection en étant élu Footballeur asiatique de l'année à trois reprises, en 1989, 1990 et 1991, après avoir honoré du titre de meilleur joueur de la Coupe d'Asie 1988. Il reste le seul Sud-Coréen au palmarès asiatique jusqu'à l'élection de l'attaquant Lee Keun-ho en 2012.
Autre joueur honoré par la FIFA sur son site Internet, Hwang Sun-hong, considéré à ses débuts comme l'héritier de Cha Bum-geun, connait une carrière plus irrégulière avec la sélection, mais elle se termine de la plus belle des façons lorsqu'il marque le premier but sud-coréen lors de la Coupe du monde 2002.
| #  | Sél. | Joueur          | Carrière  | Buts |
| -- | ---- | --------------- | --------- | ---- |
| 1  | 136  | Cha Bum-Kun     | 1972-1986 | 58   |
| 1  | 136  | Hong Myung-bo   | 1990-2002 | 10   |
| 3  | 134  | Son Heung-min   | 2010-     | 51   |
| 4  | 133  | Lee Woon-jae    | 1994-2010 | 0    |
| 5  | 127  | Lee Young-pyo   | 1999-2011 | 5    |
| 6  | 124  | Kim Ho-kon      | 1971-1979 | 5    |
| 7  | 122  | Yoo Sang-chul   | 1994-2006 | 18   |
| 8  | 113  | Cho Young-jeung | 1975-1986 | 1    |
| 9  | 110  | Ki Sung-yueng   | 2008-2019 | 10   |
| 10 | 107  | Park Sung-hwa   | 1975-1984 | 26   |

| #  | Buts | Joueur         | Carrière  | Sél. |
| -- | ---- | -------------- | --------- | ---- |
| 1  | 58   | Cha Bum-kun    | 1972-1986 | 136  |
| 2  | 51   | Son Heung-min  | 2010-     | 117  |
| 3  | 50   | Hwang Sun-hong | 1988-2002 | 103  |
| 4  | 36   | Park Lee-chun  | 1969-1974 | 89   |
| 5  | 33   | Kim Jae-han    | 1972-1979 | 57   |
| 5  | 33   | Lee Dong-gook  | 1998-2017 | 105  |
| 7  | 30   | Choi Soon-ho   | 1980-1991 | 103  |
| 8  | 29   | Kim Do-hoon    | 1994-2003 | 72   |
| 8  | 29   | Huh Jung-moo   | 1974-1986 | 84   |
| 10 | 27   | Choi Yong-soo  | 1995-2003 | 67   |

| #  | Édition | Joueur          | Sél. |
| -- | ------- | --------------- | ---- |
| 1  | 1954    | Chu Yung-kwang  |      |
| 2  | 1986    | Park Chang-sun  | 32   |
| 3  | 1990    | Chung Yong-hwan | 77   |
| 4  | 1994    | Choi In-young   | 48   |
| 5  | 1998    | Choi Young-il   | 55   |
| 6  | 2002    | Hong Myung-bo   | 136  |
| 7  | 2006    | Lee Woon-jae    | 133  |
| 8  | 2010    | Park Ji-sung    | 100  |
| 9  | 2014    | Lee Chung-yong  | 89   |
| 10 | 2018    | Ki Sung-yueng   | 110  |
| 11 | 2022    | Son Heung-min   | 115  |

## Infrastructures

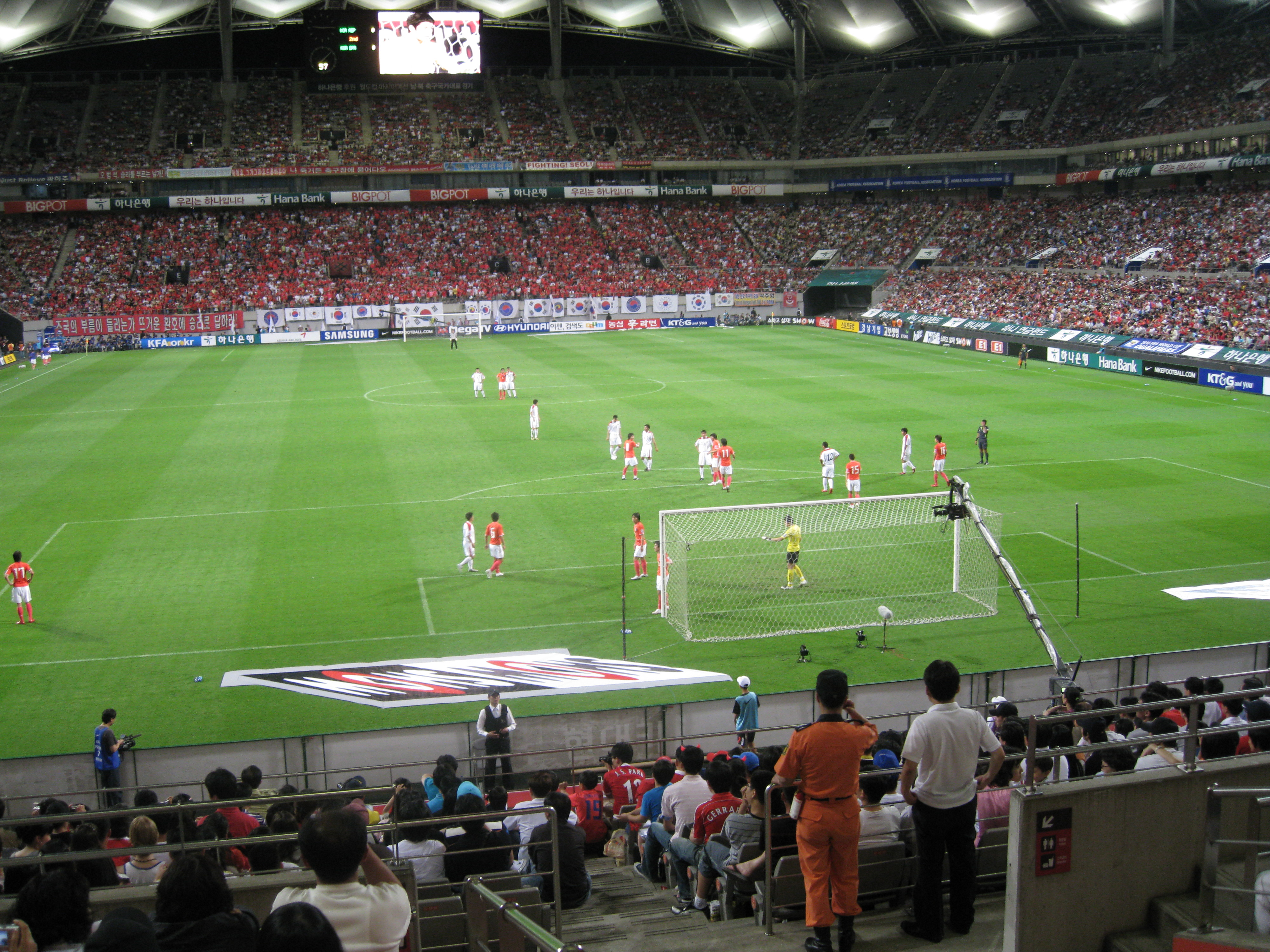
Derby des Corée au Stade de la Coupe du monde de Séoul en 2008.

La sélection est théoriquement résidente du Stade de la Coupe du monde de Séoul, construit dans la capitale à l'occasion de la Coupe du monde de 2002. D'une capacité de 66 000 places, il est l'un des plus grands stades de football en Asie, et le stade préférentiel de la sélection depuis 2001. Dans les faits, l'équipe déménage régulièrement et utilise la plupart des stades qui ont été rénovés au début des années 2000, à Suwon, Incheon, Jeonju, Hwaseong, Ulsan, etc.
Auparavant, la sélection utilisait préférentiellement le Stade olympique de Séoul, la plus grande enceinte du pays, construite pour les Jeux olympiques d'été de 1984. Après treize ans d'absence, la sélection fait son retour au Stade olympique en 2013.

## Statistiques

### Nations rencontrées
Les nations les plus fréquemment rencontrées sont logiquement voisines de la Corée du Sud et membres de la Confédération asiatique de football. L'adversaire le plus récurrent de la Corée du Sud est le Japon, leur duel étant appelé en Corée du Sud comme le haniljeon (en coréen : 한일전). Ils se rencontrent la première fois lors d'un duel de qualification à la Coupe du monde 1954, remporté par la Corée du Sud. En juillet 2025, ils se rencontrent pour la 87e fois, pour 49 victoires coréennes et 17 victoires japonaises. Cependant, 14 de ces rencontres entre ces deux nations ne relèvent pas de matchs FIFA (Jeux olympiques, équipe B etc.).
| Adversaire | Joués | Victoires | Matchs nuls | Défaites | Buts pour | Buts contre |
| ---------- | ----- | --------- | ----------- | -------- | --------- | ----------- |
| Japon,     | 73    | 39        | 19          | 15       | 113       | 65          |
| Malaisie,  | 49    | 28        | 10          | 11       | 81        | 53          |
| Thaïlande, | 46    | 33        | 8           | 5        | 107       | 35          |
| Chine,     | 37    | 23        | 11          | 3        | 57        | 26          |
| Hong Kong, | 33    | 25        | 5           | 3        | 82        | 35          |
| Indonésie, | 33    | 28        | 3           | 2        | 79        | 18          |
| Iran,      | 33    | 10        | 10          | 13       | 37        | 33          |
| Australie, | 31    | 9         | 11          | 11       | 33        | 35          |
| Koweït,    | 27    | 15        | 3           | 9        | 40        | 22          |
| Singapour, | 27    | 22        | 3           | 2        | 87        | 20          |
| Birmanie,  | 26    | 10        | 8           | 8        | 32        | 17          |

### Classement FIFA
| Année              | 1993 | 1994 | 1995 | 1996 | 1997 | 1998 | 1999 | 2000 | 2001 | 2002 | 2003 | 2004 | 2005 | 2006 | 2007 | 2008 | 2009 | 2010 | 2011 | 2012 | 2013 | 2014 | 2015 | 2016 | 2017 | 2018 | 2019 | 2020 | 2021 | 2022 | 2023 | 2024 |
| ------------------ | ---- | ---- | ---- | ---- | ---- | ---- | ---- | ---- | ---- | ---- | ---- | ---- | ---- | ---- | ---- | ---- | ---- | ---- | ---- | ---- | ---- | ---- | ---- | ---- | ---- | ---- | ---- | ---- | ---- | ---- | ---- | ---- |
| Classement mondial | 41   | 35   | 46   | 44   | 27   | 17   | 51   | 40   | 42   | 20   | 22   | 22   | 29   | 51   | 42   | 42   | 52   | 40   | 32   | 35   | 54   | 69   | 51   | 37   | 62   | 53   | 37   | 38   | 33   | 25   | 23   | 23   |
| Classement en Asie | 2    | 2    | 2    | 3    | 2    | 1    | 3    | 4    | 4    | 1    | 1    | 3    | 3    | 5    | 3    | 3    | 3    | 3    | 3    | 2    | 3    | 3    | 2    | 2    | 4    | 4    | 3    | 3    | 3    | 3    | 3    | 3    |

| Légende du classement mondial : Légende du classement asiatique : | - de 1 à 20 - de 1 à 3 | - de 20 à 50 - au-delà de 3 | au-delà de 50 |